# 沈保根
沈保根（1952年9月1日—），男，浙江平湖人，中国磁学和磁性材料专家，中国科学院物理研究所研究员。现任中国科学院磁学国家重点实验室主任，中国电子学会应用磁学分会主任，中国物理学会磁学专业委员会主任。

## 生平
沈保根生于浙江平湖。1976年毕业于中国科学技术大学物理系。
2011年当选为中国科学院院士，2013年当选为发展中国家科学院院士。